# Jani Lane
Jani Lane, pseudonimo di John Kennedy Oswald (Akron, 1º febbraio 1964 – Los Angeles, 11 agosto 2011), è stato un cantante statunitense, noto per essere stato il frontman dei Warrant.
Mente principale del gruppo, Jani Lane fu anche un talentuoso chitarrista e pianista. Era il principale paroliere e compositore dei Warrant e ha scritto importanti canzoni come Down Boys, Heaven, I Saw Red e The Bitter Pill. I Warrant furono uno degli ultimi gruppi hair metal a trovare un grande successo prima dell'avvento del grunge nei primissimi anni novanta.
Con i Warrant pubblicò due album che scalarono le classifiche in poco tempo: Dirty Rotten Filthy Stinking Rich (1989) e Cherry Pie (1990). Il successivo disco a titolo Dog Eat Dog (1992) fu considerato troppo impegnato e meno divertente dei precedenti. La critica asserì che quello fu il motivo dell'allontanamento dei fans, ma a dire il vero il 1992 fu l'anno in cui quasi tutte le band hard rock conobbero le prime difficoltà economiche visto e considerato che il grunge e il cross-over metal cominciava a divenire più interessante per il mercato discografico e per le nuove generazioni. Jani Lane tentò le sue ultime carte - col nome dei Warrant - coi dischi Ultraphobic (1995)  e Belly to Belly (1996) che presentavano però un sound alternativo, cupo e duro, distante anni luce da quanto fatto negli anni precedenti. Dopo ripetuti alti e bassi e sparute performance dal vivo, lasciò definitivamente la band nel 2004, per poi farvi brevemente rientro nel 2008. Lane ha anche pubblicato un album da solista, Back Down to One (2003).

## Biografia
A causa di alcune complicazioni, i genitori gli cambiarono nome in John Patrick Oswald, tuttavia sul certificato di nascita il nome rimase quello originale. Era il più giovane dei cinque figli di Eileen e Robert Oswald; crebbe nell'Ohio insieme alle sorelle Marcine, Michelle, Vicky e il fratello Eric, anch'egli musicista. Jani si diplomò a 18 anni, nel 1982 presso la Field High School.

### La carriera
Frequentando la Field High School, Lane raggiunse la band Cyren nel ruolo di batterista, accompagnato dal cantante Skip Hammonds, il chitarrista John Weakland, il bassista Don Hoover (e più tardi Rusty Fohner).
Dopo essersi trasferito in Florida nel 1983, Lane suonò la batteria per la band Dorian Gray, prima di formare i Plain Jane nel 1985 in compagnia di un futuro membro dei Warrant, Steven Sweet. Fu proprio in questo periodo che scelse il soprannome di "Jani Lane".
Lane e Sweet più tardi migrarono a Los Angeles, California, dove svolsero diversi lavori occasionali per sopravvivere. Oltre a suonare, Lane trovò un posto in un film pornografico.
Dal 1986 i Plain Jane cominciarono regolarmente ad esibirsi tra i club sparsi nell'area di Los Angeles. Erik Turner, che aveva fondato i Warrant nel luglio 1984, venne colpito dal talento e dalle performance vocali dei Plain Jane, ed invitò Lane e Sweet a far parte dei Warrant. Egli prese così il posto del precedente cantante Adam Shore.

### Il successo con i Warrant
Dopo aver acquisito una certa notorietà tra i club del circuito, i Warrant cominciarono ad interessare alcune etichette discografiche. Dopo un contratto andato male con la A&M Records, ed aver partecipato alla colonna sonora del film Bill & Ted's Excellent Adventure, la band firmò per la Columbia Records.
Lane diventò il principale songwriter dei Warrant, scrivendo molti brani di successo come "Heaven", "Down Boys", "Sometimes She Cries", "Cherry Pie", "I Saw Red", "Uncle Tom's Cabin" e molte altre. I primi due album Dirty Rotten Filthy Stinking Rich (1989) e Cherry Pie (1990) scalarono le classifiche, facendo guadagnare fama e successo al gruppo. Ma il terzo lavoro Dog Eat Dog (1992) fece declinare la loro popolarità. A causa del criticato album, Lane decise così di abbandonare il gruppo nello stesso anno.

### Carriera solista
Intraprese la carriera solista nel 1993, prendendo strade più acustiche. Egli collaborerà con Julian Lennon, Todd Meagher, l'ex-membro dei Winger Paul Taylor ispirandosi ad artisti come Don Henley o John Mellencamp. Lavorando con il produttore Shay Baby, Lane pubblicò una demo di tre brani nell'estate 1993 con il tastierista Dave White che aveva suonato con i Warrant nel Dog Eat Dog Tour. Il progetto includeva anche i due ex membri dei Kingdom Come Rick Steier alla chitarra e James Kottak alla batteria.
Lane rientrò nei Warrant nel settembre 1994, trovando un nuovo contratto discografico per la CMC International. Il gruppo continuò a incidere album distinti da quelli che li portarono al successo, come Ultraphobic (1995) e il più sperimentale Belly to Belly (1996). Parallelamente ai Warrant, Jani partecipò a molti tribute album tra i 1998 e il 2001, fino a pubblicare il suo primo album solista Back Down to One il 17 giugno 2003 per la Z Records in Europa e nel 2006 negli Stati Uniti per la Immortal/Sidewinder Records. Lane partecipò anche alla compilation VH1 Classic: Metal Mania - Stripped con due nuove versioni acustiche di "Heaven" e "Cherry Pie".
Tra il 1997 e 2000, Lane era impegnato nel progetto parallelo dei "Jabberwocky", del quale vennero fatte circolare alcune demo in rete, talvolta messe in vendita su eBay, raggiungendo i 100 dollari. Il progetto si distingueva nettamente dallo stile dei Warrant. Presentava un cantato e un songwriting differente, avendo molto più in comune con artisti come Elton John, Sting, Tom Petty o Bob Seger piuttosto che i Warrant. Il CD non venne mai ufficialmente realizzato.
Nel 2000 il cantante farà parte del progetto Shameless, un supergruppo composto da noti artisti della scena hair/glam, come Stevie Rachelle dei Tuff, Eric Singer dei Kiss, Kristy Majors e Steve Summers dei Pretty Boy Floyd, Tracii Guns degli L.A. Guns e molti altri. Oltre a Lane, contribuiranno al progetto anche altri ex-membri dei Warrant come Mike Fasano e Danny Wagner. Lane presterà la sua voce in qualità di corista negli album Queen 4 a Day del 2000 e Famous 4 Madness del 2007.
L'ultimo lavoro pubblicato con i Warrant fu il cover album Under the Influence nel 2001. Lane decise poi di abbandonare definitivamente la band nel 2004, e venne sostituito da Jaime St. James dei Black 'N Blue, con cui incisero Born Again nel 2006.
Lane ha continuato le sue performance live, esibendosi regolarmente negli Stati Uniti, proponendo il vecchio materiale dei Warrant. Nel 2006 fonda il supergruppo Saints of the Underground con il chitarrista Keri Kelli, il bassista Robbie Crane ed il batterista Bobby Blotzer, dando alle stampe l'album Love the Sin, Hate the Sinner nel 2008. Quello stesso anno si ricongiunge nuovamente ai Warrant, ma dopo alcune date irregolari, abbandona per l'ennesima volta.
Nell'estate 2010 prende il posto di frontman per alcune date nei Great White, in sostituzione di Jack Russell, fermo a causa di un infortunio alla schiena.

### Morte
L'11 agosto 2011, all'età di 47 anni, Lane viene trovato morto in una camera di un albergo di Woodland Hills, sobborgo di Los Angeles. Secondo l'autopsia la morte è avvenuta per un infarto causato da un'intossicazione da alcol.
Successivamente alla sua morte fu tenuto un concerto di memoria per il cantante, in cui oltre ai Warrant, si esibirono gruppi come Great White, Quiet Riot e L.A. Guns.

## Vita privata
Durante le riprese del video di Cherry Pie, Jani Lane conobbe la modella Bobbie Brown, che sposò un paio di mesi dopo nel luglio 1991. I due hanno avuto una figlia, Taylar, nata nel 1992, prima di divorziare nel 1993. Lane si sposò una seconda volta nel 1996 con Rowanne Brewer, ex vincitrice del concorso Miss Maryland, ed ebbe una figlia, Madison, l'anno seguente. La coppia ha divorziato nel 2005.

## Discografia

### Solista
- 2003 – Back Down to One

### Con i Warrant
Album in studio
- 1989 – Dirty Rotten Filthy Stinking Rich
- 1990 – Cherry Pie
- 1992 – Dog Eat Dog
- 1995 – Ultraphobic
- 1996 – Belly to Belly
- 2001 – Under the Influence

Album dal vivo
- 1997 – Warrant Live 86-97
- 2005 – Extended Versions

Raccolte
- 1996 – The Best of Warrant
- 1996 – Rocking Tall
- 1999 – Greatest & Latest
- 2004 – Cherry Pie (All the Hitz 'N' More)
- 2004 – Then and Now

### Altri album
- 1992 – Roxy Blue – Want Some?
- 1996 – Hollywood Underground – Hollywood Underground
- 1998 – Erik Turner – Demos for Diehards
- 2000 – Shameless – Queen 4 a Day
- 2001 – George Lynch – Will Play for Food
- 2007 – Shameless – Famous 4 Madness
- 2008 – Saints of the Underground – Love the Sin, Hate the Sinner

### Tribute album
- 1998 – Forever Mod: Portrait of a Storyteller
- 1999 – Not the Same Old Song and Dance: Tribute to Aerosmith
- 2000 – Little Guitars: A Tribute to Van Halen
- 2000 – Leppardmania: A Tribute to Def Leppard
- 2001 – Bulletproof Fever: A Tribute to Ted Nugent
- 2001 – Livin' on a Prayer: A Tribute to Bon Jovi
- 2006 – '80s Metal - Tribute to Van Halen
- 2007 – Always: A Tribute to Bon Jovi
- 2008 – Hell Bent Forever: A Tribute to Judas Priest